# Ekofisk

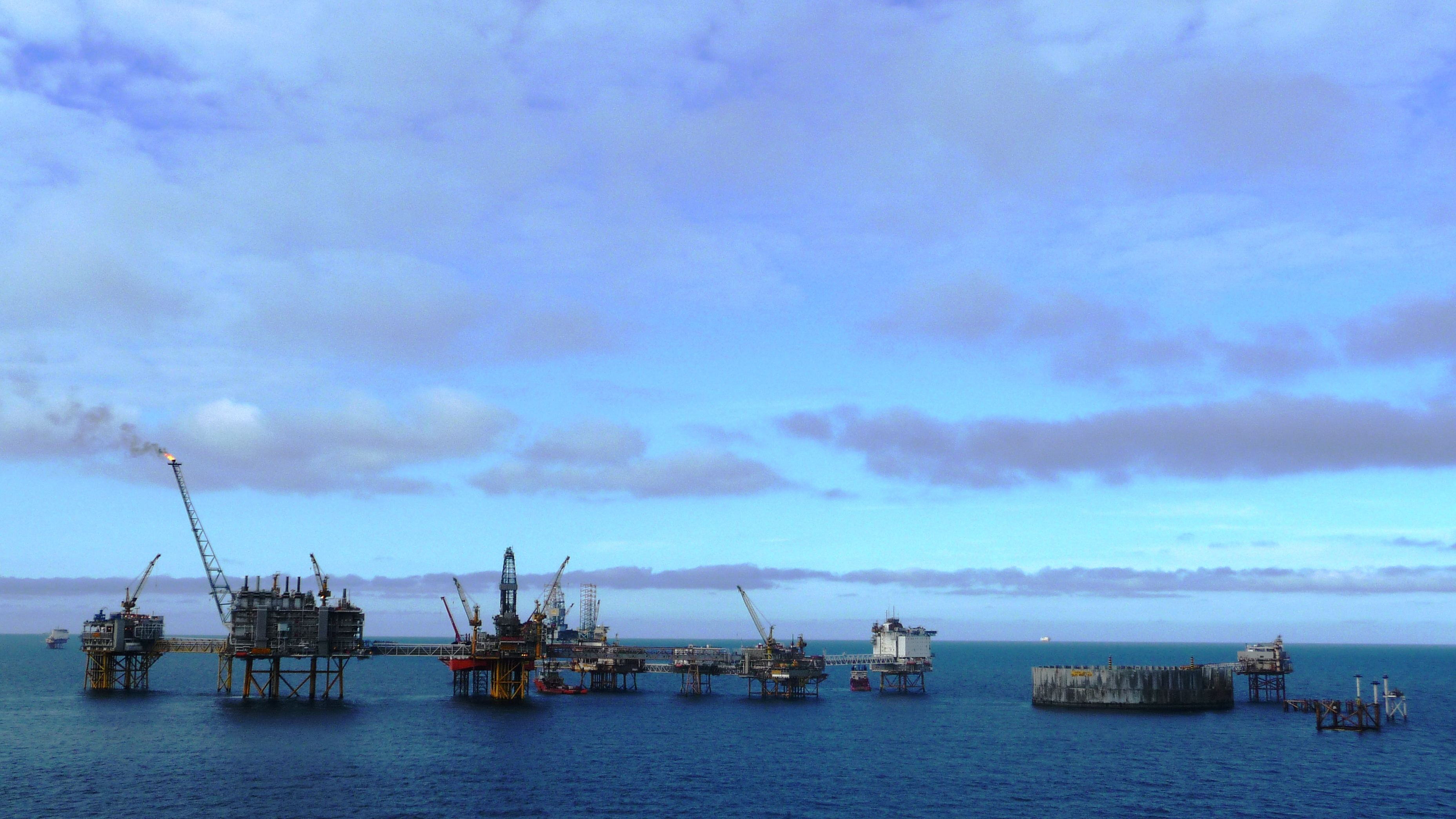
Ropné plošiny

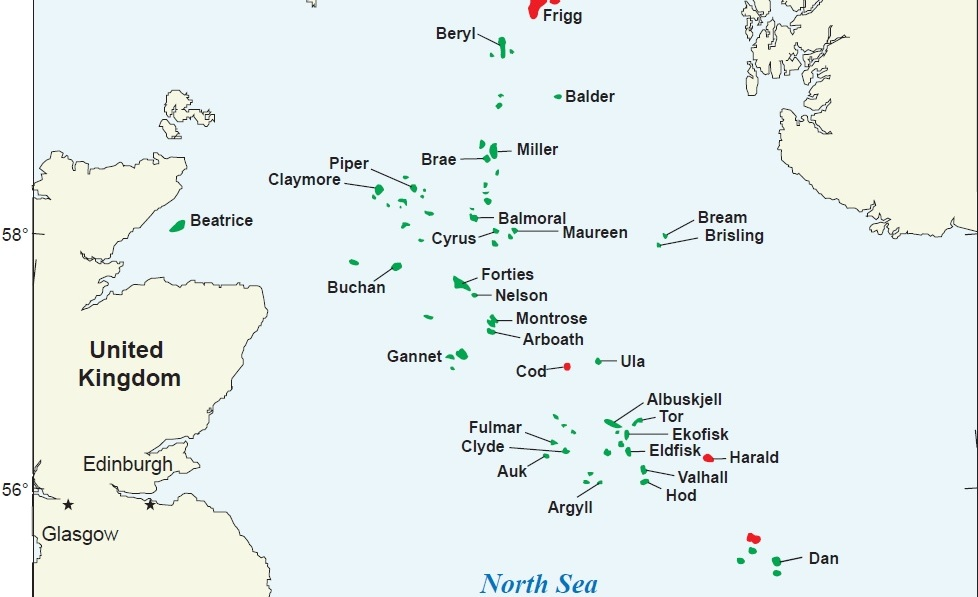
Mapa

Ekofisk je ropné pole v Severním moři. Nachází se v norském sektoru 320 km jihozápadně od Stavangeru a má rozlohu 49 km². Práva na těžbu vlastní firma ConocoPhillips, která zde provozuje dvacet devět plošin. Hloubka moře na Ekofisku činí okolo sedmdesáti metrů, ropa se nachází v pórovité křídě zhruba tři kilometry pod zemským povrchem. V důsledku těžby dochází v oblasti k poklesu mořského dna. Ekofisk je připojen na rozvodnou soustavu Norpipe, která odvádí ropu do Teasside v Anglii a zemní plyn do Emdenu v Německu.
Ekofisk byl z norských ropných polí využíván jako první; ložiska ropy zde byla objevena v roce 1969 a těžba byla zahájena 15. června 1971. Produkce ropy se pohybuje okolo 127 000 barelů denně. Odhaduje se, že zásoby by měly vydržet minimálně do roku 2050.
V dubnu 1977 došlo na plošině Bravo k největší havárii v historii těžby v Severním moři, při níž uniklo do moře okolo sta tisíc barelů ropy. V březnu 1980 se převrhla plošina Alexander L. Kielland a zahynulo 123 osob.